# Ясюнинская, Ксения Ивановна
Ксе́ния Ива́новна Ясю́нинская (18 октября 1904—1966) — драматическая актриса, театральный педагог.
В течение 1926—1928 гг. училась в студии при театре Вахтангова и вошла в труппу Вахтанговского театра, где и проработала до конца жизни: 1926—1966.
Всю войну прошла актрисой Фронтового филиала Вахтанговского театра: с 1941 по 1945 годы.
С 1946 года и до конца жизни была педагогом Щукинского училища при театре им. Вахтангова.
Жила в доме артистов театра на улице Вахтангова (ныне Большой Николопесковский переулок).
Вся жизнь актрисы была связана с одним театром, на сцене которого ею было сыграно в течение 40 лет более 30 ролей.
Среди театральных работ:
- 1928 — «На крови» С. Д. Мстиславского. Режиссёр: Р. Н. Симонов — Принцесса Ольденбургская
- 1930 — «Сенсация» Бен-Хекта и Мак-Артура. Режиссёр: Р. Н. Симонов — Дженни
- 1932 — «Егор Булычов и другие» М. Горького. Режиссёр: Борис Захава — Антонина Достигаева
- 1934 — «Человеческая комедия» по Бальзаку. Режиссёры: А. Д. Козловский, Б. Н. Щукин — Викторина
- 1934 — «Дорога цветов» В. П. Катаева. Режиссёры: О. Н. Басов, И. М. Рапопорт — Маша
- 1935 — «Аристократы» Н. Ф. Погодина. Режиссёр: Борис Захава — Тамара
- 1936 — «Флоридсдорф» Ф.Вольфа. Режиссёры: П. Г. Антокольский, А. И. Ремизова — советница
- 1936 — «Много шума из ничего» Шекспира. Режиссёры: Мария Синельникова и Иосиф Рапопорт — Геро
- 1942 — «Русские люди» К. М. Симонова. Режиссёр: А. Д. Дикий — Шура
- 1958 — «Идиот» Ф. М. Достоевского, инсценировка Ю. К. Олеши, режиссёр Александра Ремизова — горничная Катя

## Награды
- Медаль «За трудовую доблесть» (16 декабря 1946)[1].